# هارکینی
هارکینی (به فرانسوی: Harcigny) یک کمون (فرانسه) در فرانسه است که در ان (ا-دو-فرانس) واقع شده‌است. هارکینی ۷٫۵۷ کیلومتر مربع مساحت دارد ۱۷۰ متر بالاتر از سطح دریا واقع شده‌است.